# Pilates

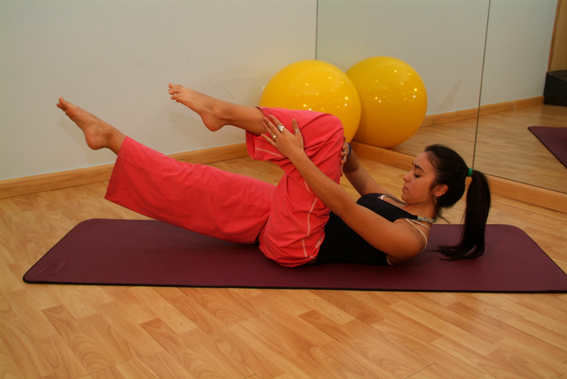
Mujer practicando pilates

El método Pilates, o simplemente Pilates,  es un sistema de ejercicio físico que incluye el método original creado por Joseph Hubertus Pilates y las modificaciones al mismo que han ido surgiendo a lo largo de los años.
El método busca la mejora equilibrada de las capacidades físicas mediante el trabajo coordinado del cuerpo y la mente a través de la práctica de sus ejercicios. En las clases de Pilates se ejecutan una serie de ejercicios de bajo impacto, con un número bajo de repeticiones y adecuados al nivel de los practicantes; pueden ejecutarse solamente con el cuerpo o con el apoyo de ciertos aparatos propios del método o tomados de otras disciplinas.
El método original fue creado por Joseph Pilates durante el transcurso de toda su vida y le dio el nombre de Contrología (Contrology). También creó un conjunto de aparatos necesarios para realizar gran parte de los ejercicios. Algunos de sus ayudantes y alumnos comenzaron a enseñar el método incluyendo, en su mayor parte, sus propias modificaciones sobre la Contrología. Este proceso se ha ido repitiendo iterativamente dando lugar a las distintas variedades de lo que hoy conocemos como método Pilates. Paralelamente, también se han ido introduciendo modificaciones a los aparatos creados originalmente por Joseph Pilates y se han introducido otros nuevos.
A los lugares especialmente acondicionados para practicar Pilates se les denomina estudios, siguiendo el mismo nombre que utilizaba Joseph Pilates.

## Descripción
Es difícil dar una descripción precisa de lo que es el método Pilates, puesto que el método original se ha ido modificando siguiendo distintos caminos y por lo tanto hoy en día se enseñan numerosas versiones distintas. Tampoco existe un consenso sobre la definición de Pilates en el ámbito de la investigación científica.
Algunas definiciones genéricas que nos acercan a la idea de lo que es el pilates son: “La Contrología es la completa coordinación del cuerpo, la mente y el espíritu” (Contrology is complete coordination of body, mind, and  spirit.) 
"Unos pocos movimientos bien diseñados, realizados correctamente en una secuencia equilibrada, son más valiosos que horas haciendo calistenia de forma descuidada o contorsiones forzadas." (A few well-designed movements, properly performed in a balanced sequence, are worth hours of doing sloppy calisthenics or forced contortions.) “El Pilates es un método de ejercicio y movimiento físico diseñado para estirar, fortalecer y equilibrar el cuerpo. Con la práctica sistemática de ejercicios específicos y técnicas de respiración consciente, el Pilates se ha mostrado como una herramienta valiosa, no solo para mejorar la condición física, sino también como un complemento importante para el entrenamiento deportivo profesional y la rehabilitación física de todo tipo." (Pilates is a method of exercise and physical movement designed to stretch, strengthen, and balance the body. With systematic practice of specific exercises coupled with focused breathing patterns, Pilates has proven itself invaluable not only as a fitness endeavor, but also as an important adjunct to professional sports training and physical rehabilitation of all kinds.)
"El Pilates es un método de acondicionamiento físico que se basa en el control del cuerpo a través de movimientos precisos y conscientes, promoviendo la fuerza, la flexibilidad y la conciencia corporal." "El Pilates es un tipo de ejercicio cuerpo-mente que requiere estabilidad del core, fuerza y flexibilidad, así como atención al control muscular, la postura y la respiración." (Pilates is a mind—body exercise approach requiring core stability, strength, and flexibility, and attention to muscle control, posture, and breathing.)
A falta de una descripción precisa que nos permita distinguir lo que es de lo que no es Pilates podemos describir los aspectos comunes que comparten mayoritariamente todas las versiones. Encontramos que los ejercicios deben ejecutarse siguiendo un conjunto de seis principios básicos: centralización, concentración, control, precisión, fluidez, respiración. También se observa que los ejercicios buscan el desarrollo equilibrado de las capacidades físicas partiendo del desarrollo de la musculatura abdominal y de la musculatura profunda, priorizan la calidad de la ejecución frente a la cantidad o la velocidad y deben realizarse con una respiración controlada.

## Historia
Podemos enumerar una serie de hechos fundamentales desde el origen del método hasta su modernización:
- 1883: nace Joseph Pilates.
- 1915-1919. Joseph Pilates es detenido en Inglaterra y retenido en distintos campos de prisioneros. Se ha difundido la creencia de que durante su encierro, Pilates impartió clases de su método a cientos (o miles) de internos y que mientras atendía a los heridos en el hospital, instaló muelles en las camas para que pudieran ejercitarse y a partir de ahí nacen las primeras versiones de sus aparatos. Pero parece que ambos hechos son falsos. Aunque no hay constancia, a lo sumo, podría haber impartido clases a algunos de sus compañeros. No hay pruebas que permitan determinar hasta qué punto Joseph Pilates empleó su tiempo en desarrollar su método o si lo hizo de forma práctica o solamente de forma conceptual.
- 1923-1926. Joseph Pilates imparte clases en Hamburgo de lo que irá convirtiéndose en la Contrología.
- 1924. Joseph Pilates Solicita la primera patente para uno de sus aparatos.
- 1926. Joseph Pilates viaja a Estados Unidos donde se asentará definitivamente. En el viaje conoce a Clara que será su compañera, profesional y personal, el resto de su vida. A su llegada abren el primer estudio de Pilates en la Octava Avenida.
- 1926-1967. Joseph Pilates estuvo impartiendo clases de su método en el mismo estudio que abrió al llegar a Estados Unidos junto a su esposa Clara. Durante este tiempo unos pocos asistentes les ayudarán durante las clases.
- 1934 publicó junto al editor Judd Robins su primer libro: Your health: a corrective system of exercising that revolutionizes the entire field of physical education ("Tu salud: Un sistema correctivo de ejercicio que revoluciona todo el campo de la Educación Física"). Este libro no describe los ejercicios sino la filosofía de su método como solución a los muchos problemas físicos de la sociedad.
- 1942-1951, Pilates participó como profesor en el festival de danza Jacob’s Pillow, en Massachusetts. Allí impartió clases grupales de su método, como parte de la preparación física de los bailarines.
- En 1945 publica, junto a William J. Miller y también con Judd Robbins como editor, su segundo y último libro, Return to life through contrology ("Regreso a la vida a través de la contrología"). Un manual en el que, tras una introducción de Miller explicando los fundamentos del método de describe la ejecución de una serie de 34 ejercicios de colchoneta.
- 1957. Junto a varios de sus amigos crea la fundación “American Foundation for Physical Fitness” para la difusión de la Contrología.
- 1958. Carola Trier, abre su propio estudio, siendo el primero en abrirse tras el estudio original, después de haber sido alumna de Pilates durante más de 10 años.
- 1964. Con otro grupo de amigos crea la segunda fundación para difundir su método.
- 1965. Se abre una segunda sucursal del estudio en los almacenes Bendel a cargo de Dolores Corey. Será el único estudio que abrirá con el beneplácito de Joseph Pilates (aparte del suyo propio) de impartir su mismo método.
- 1967. A través de la segunda fundación Kathy Grant y Lolita San Miguel obtienen diplomas tras la realización de horas de observación y práctica en el estudio de JH Pilates. Los diplomas son otorgados por la Universidad de Nueva York en Syracuse.
- 1967. El 9 de octubre fallece Pilates tras 13 días ingresado en el Hospital por complicaciones respiratorias.
- 1967-1969. Clara continúa enseñando en el estudio ayudado por los asistentes que ya había y por un comité formado por un grupo de alumnos para ayudar a mantener el estudio.
- 1971. Ron Fletcher abre su primer estudio en Beverly Hills. Y su versión de Pilates será el origen de una gran difusión del pilates en la costa Oeste de Estados Unidos.
- 1969. Romana Kryzanowska se hace cargo del estudio (excepto de los asuntos económicos).
- 1972. El estudio se traslada desde su ubicación original hasta la calle 56. Este traslado coincide con la retirada que Clara que a pesar de su avanzada edad seguía participando en la enseñanza en las clases.
- 1977. Muere Clara.

## Principios fundamentales

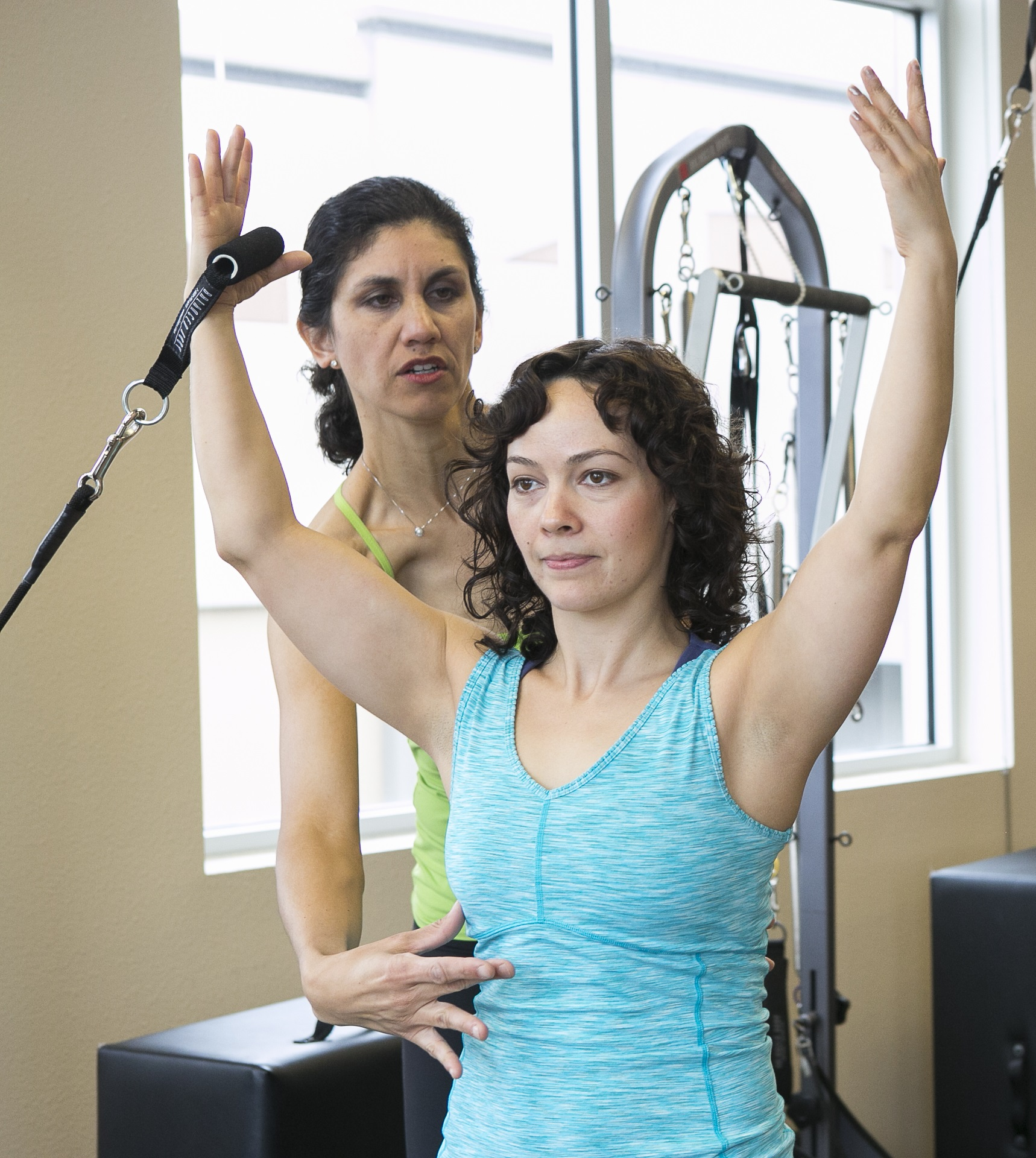
En la imagen se muestra a una profesora de Pilates utilizando retroalimentación verbal y táctil para asegurar la posición adecuada

Aunque el método Pilates se ha desarrollado y ha dado lugar a una gran cantidad de estilos y aplicaciones distintas, existen unos principios fundamentales que deben estar siempre presentes. Estos principios no fueron enunciados por Joseph Pilates sino por Romana Kryzanowska. 
- Alineamiento
- Centralización
- Concentración
- Control
- Precisión
- Fluidez
- Respiración

### Concentración
Pilates demanda una concentración intensa. Usted debe concentrarse constantemente en lo que está haciendo. Los ejercicios están fundamentalmente compuestos por movimientos controlados, muy conscientes, y coordinados con la respiración, con el fin de crear un cuerpo armonioso, coordinado, musculado y flexible. A través de la práctica, la mente va tomando conciencia de las capacidades, limitaciones, fortalezas y debilidades del cuerpo para mejorar el estado físico y mental. Es una actividad física muy técnica, donde la correcta ejecución de los distintos elementos que componen cada ejercicio es más importante que el número de repeticiones o series.

### Control
Joseph Pilates llamaba a su método "Contrología", pues está basado en la idea de controlar los músculos. Nada está dejado al azar. La razón por la cual usted se debe concentrar tan intensamente es para poder controlar todo aspecto de cada movimiento del cuerpo.

### Centro de energía
El centro de control, o centro de energía, situado por Pilates en la parte inferior del tronco, como una faja que rodea toda la zona lumbar y abdominal. Este centro es activado al ahuecar el músculo transverso del abdomen, siendo su fortalecimiento precisamente la clave de todo el método, lo que habilita al cuerpo a moverse libre y equilibradamente, evitando movimientos y compensaciones perjudiciales. Todos los movimientos se inician y se sostienen desde esta zona, cuya utilización debe estar siempre presente durante la práctica de los ejercicios.
Al estar sentados, el centro de control eleva el torso situando el centro de gravedad en su posición más alta y eficiente; en la posición boca abajo, extiende el cuerpo en ambas direcciones para reducir el peso de la parte superior; en la posición supina también estrecha el cuerpo en ambas direcciones colocando el centro de gravedad en su posición más alta y eficiente.
Su situación física, y su función como origen y motor de todo movimiento corporal, coinciden en gran medida con los del dantian («campo de cinabrio») de la medicina china tradicional, tal y como se aplican en la práctica del qigong o de las artes marciales internas, como el taichí.

### Respiración
La respiración cumple un papel primordial en el método. Los resultados de la buena práctica son muy significativos: mayor capacidad pulmonar y mejor circulación sanguínea son los primeros fines perseguidos, para traducirlos en fuerza, flexibilidad, coordinación mental y buena postura.

## Estilos de pilates
Desde que se comenzó a difundir el pilates, por la apertura de nuevos estudios, hasta la década de los ochenta se distinguían tres estilos principales de pilates: estilo de la costa Este, estilo de la costa Oeste y estilo británico.  Tras el gran desarrollo desde los años 90 y con la aparición constante de nuevas modificaciones, el criterio de clasificación pasó de ser la localización a ser el grado de similitud con el trabajo original de Joseph Pilates. Según este criterio podemos distinguir:

### Contrología
Por Contrología entendemos el método original (único) creado por Joseph Pilates. La Contrología se compone de un conjunto cerrado de ejercicios, que han de ejecutarse en unos aparatos con unas especificaciones concretas, en un orden concreto y de una forma sistemática. Durante toda su vida Pilates fue muy celoso con la enseñanza de su método y no permitía que otros enseñasen su método modificando o añadiendo nada. Sí que permitió que otros enseñasen modificaciones de su método siempre que marcasen la distinción de que no era el mismo método que enseñaba Joseph Pilates pero sí que se habían basado en el.
La mayoría de los discípulos de Joseph Pilates añadieron, en mayor o menor medida, modificaciones al trabajo de Pilates, por lo que sus enseñanzas ya no podrían considerarse Contrología. Los dos discípulos que manifestaron su intención de mantener el legado de Pilates lo más íntegro posible en sus enseñanzas y en sus respectivas escuelas para formar profesores fueron Jay Grimes, a través de la escuela Vintage Pilates y Romana Kryzanowska con su escuela Romana’s Pilates International.

### Pilates clásico
Dentro del pilates clásico se engloban distintos métodos que incluyen pequeñas variaciones sobre la Contrología. Dentro de estas variaciones podemos encontrar: modificar la forma de ejecutar algunos ejercicios, añadir nuevos ejercicios similares a los existentes o pequeñas variaciones en el orden de ejecución. 
El pilates impartido por los discípulos directos de Joseph Pilates que reconocieron incluir sus propias aportaciones al método y las escuelas de formación creadas por ellos se englobarían dentro del pilates clásico. Éstos serían: Carola Trier, Ron Fletcher, Lolita, Kathy, Eve Gentry, Mary Bowen.

### Pilates contemporáneo
Dentro del pilates contemporáneo se engloban distintos y muy variados métodos que incluyen variaciones sucesivas sobre el pilates clásico. Dentro de estas variaciones podemos encontrar: añadir nuevos ejercicios que desplazan a los ejercicios originales, modificar los diseños originales de los aparatos, añadir nuevos aparatos, eliminar la necesidad de un orden en los ejercicios, modificar los patrones respiratorios, etc.

### Fusión de pilates con otras disciplinas
El pilates también se ha fusionado con otras disciplinas de forma que podemos encontrar: AquaPilates, Yogalates, cardiopilates, pilatesbarre, pilates fit, piloxing, aeropilates.

### Controversia entre estilos
A pesar de esta clasificación, puesto que las variaciones entre estilos son graduales no hay criterios bien definidos que permitan diferenciar con exactitud el pilates clásico del pilates contemporáneo, ni que ejercicios (tras sucesivas modificaciones y aportaciones) puede seguir llamándose pilates.
El significado del término pilates (sin adjetivar) ha ido variando con el tiempo. Los discípulos de Joseph Pilates, mientras este vivía, indicaban que hacían su propio método basándose en el método de Joseph Pilates. Tras la muerte de éste, sus discípulos fueron adoptando el nombre “método pilates” para referirse a su trabajo (que hoy consideraríamos pilates clásico). Cuando se hablada de grandes modificaciones del método se utilizaba el término “gimnasia basada en pilates”, "inspirada en pilates" o alguna expresión similar en lugar de “pilates contemporáneo”. Hoy en día, tras el auge y la aparición de más estilos contemporáneos, el término pilates suele hacer referencia a "pilates contemporáneo" mientras que para referirse a “pilates clásico” sí que se añade el adjetivo. Esto puede deberse a que el pilates contemporáneo es el más difundido y el practicado por la mayoría de personas.
Dentro de los partidarios del Pilates clásico se defiende que el término “Pilates contemporáneo” es contradictorio en sí mismo y que el término pilates solamente debería utilizarse para el pilates clásico o para la Contrología y que se hace un uso incorrecto del término pilates por razones de marketing y económicas causando la degradación del método. Los defensores del pilates contemporáneo argumentan que los nuevos conocimientos sobre el cuerpo humana, desconocidos por Joseph Pilates, deben introducirse en el método (y por lo tanto hay que modificarlo), que si Pilates siguiera vivo seguiría modificando su método, que el Pilates clásico es demasiado rígido y que la aportación de los conocimientos de numerosos profesionales enriquece el pilates.

## Formas de practicarlo
El método fue creado con la intención de ser practicado de forma individualizada. Esta práctica individual debería realizarse idealmente bajo la supervisión de un profesor y con todos los aparatos a disposición del alumno y el profesor. Aunque la filosofía del método también implicaba que los alumnos deberían aprender, de forma responsable, a realizar su rutina de ejercicios de una forma autónoma.  Se priorizaba la práctica individual ya que Pilates diseñó su método de forma que pudiese adaptarse a las capacidades físicas de cualquier individuo independientemente de su edad, sexo, condición física o dolencias. La personalización para cada individuo se realizaba mediante la selección de los ejercicios más adecuados para cada persona (dentro de todos los ejercicios de todos los aparatos del método) y realizando pequeños ajustes en la forma de ejecutar los ejercicios seleccionados. El método, desde su creación, también contemplaba la posibilidad de practicarse en grupo sin los aparatos, pero como alternativa cuando las condiciones no permitían la práctica individual, como por ejemplo para gestionar la práctica de un número demasiado grande de personas o por no disponer de un estudio con la equipación necesaria.
Siguiendo el criterio del número de alumnos el método se sigue practicando de forma individual (sesiones privadas) y también han aparecido clases de dúos y tríos (sesiones semiprivadas). La práctica en grupos es la que más se ha difundido y la que se practica mayoritariamente, con grupos que pueden ser más o menos numerosos.
Además de por el número de alumnos, las clases de pilates se pueden clasificar por otros criterios:
- El estilo de pilates que se practica.

- El grupo de personas al que van dirigidas las clases. Así podemos tener pilates para: embarazadas, golfistas, personas de la tercera edad, terapéutico, etc.
- Los aparatos que se utilizan durante las sesiones. De forma que podemos encontrar: pilates con aparatos/máquinas, pilates reformer, pilates suelo, pilates con implementos, pilates con fitball, pilates en pared, …